# RMS Queen Mary
RMS Queen Mary byl zaoceánský parník patřící britsko-americkému rejdařství Cunard Line, který byl v provozu v letech 1936–1967. Konstrukční práce začaly v roce 1930, ale v době ekonomické krize se na více než dva roky zastavily. Parník byl spuštěn na vodu v roce 1934 a na svou první cestu se vydal 27. května 1936. V roce 1940 loď převzalo Britské královské námořnictvo pro přepravu vojska. Civilní cestující začala Queen Mary přepravovat opět v roce 1947 a přepravovala je až do roku 1967.
Koncem šedesátých let se vlivem letecké přepravy velké zaoceánské parníky staly zbytečnými. Svou poslední plavbu podnikla Queen Mary 22. září 1967. Od té doby slouží jako hotel, restaurace a muzeum v Long Beach v Kalifornii. Byly jí odmontovány všechny lodní šrouby a je považována za budovu.
Posádka Queen Mary:
- 1 kapitán
- 25 důstojníků
- 80 strojních důstojníků
- 100 námořníků a strojníků
- 1 hlavní stevard
- 200 stevardů a námořníků první třídy
- 200 stevardek
- 200 číšníků
- 200 kuchařů
- 50 šéfkuchařů
- 50 zdravotních sester
- 1 doktor
- 1 chirurg

Cestující:
- 2400 cestujících všemi třídami

Základní údaje:
- délka: 310,75 m
- délka v čáře ponoru: 306 m
- šířka: 36 m
- ponor: 11,83 m
- rychlost: 28,5 uzlů
- výkon motoru: 158 088 kW (212 000 koňských sil)
- kotvy: 4 × 16 tun, každá s lanem 600 m dlouhým

## Komíny
Na Queen Mary byly tři komíny, pouze dva však byly pravé. Ve třetím komíně se skladovala lehátka.

## Fotogalerie

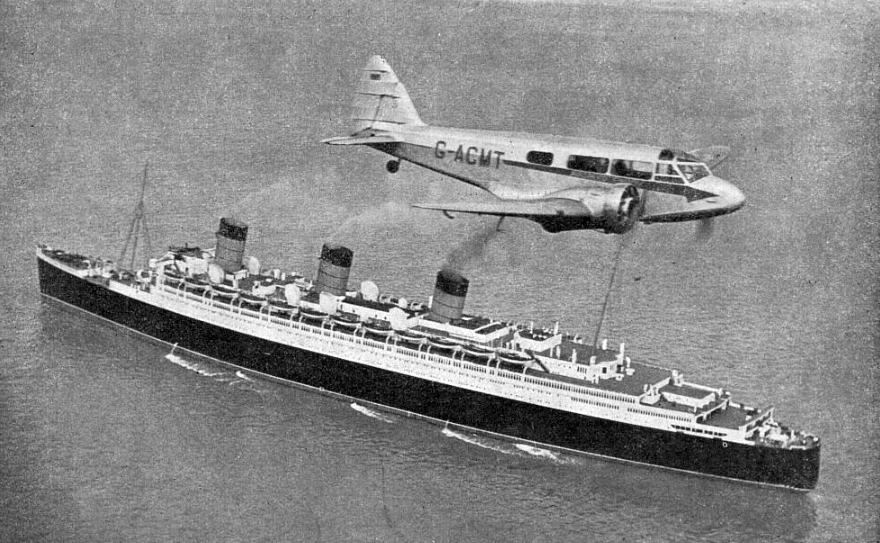
Prototyp Airspeed Envoy (G-ACMT) a návrat Queen Mary do Southamptonu z první plavby (Letectví, květen 1936)
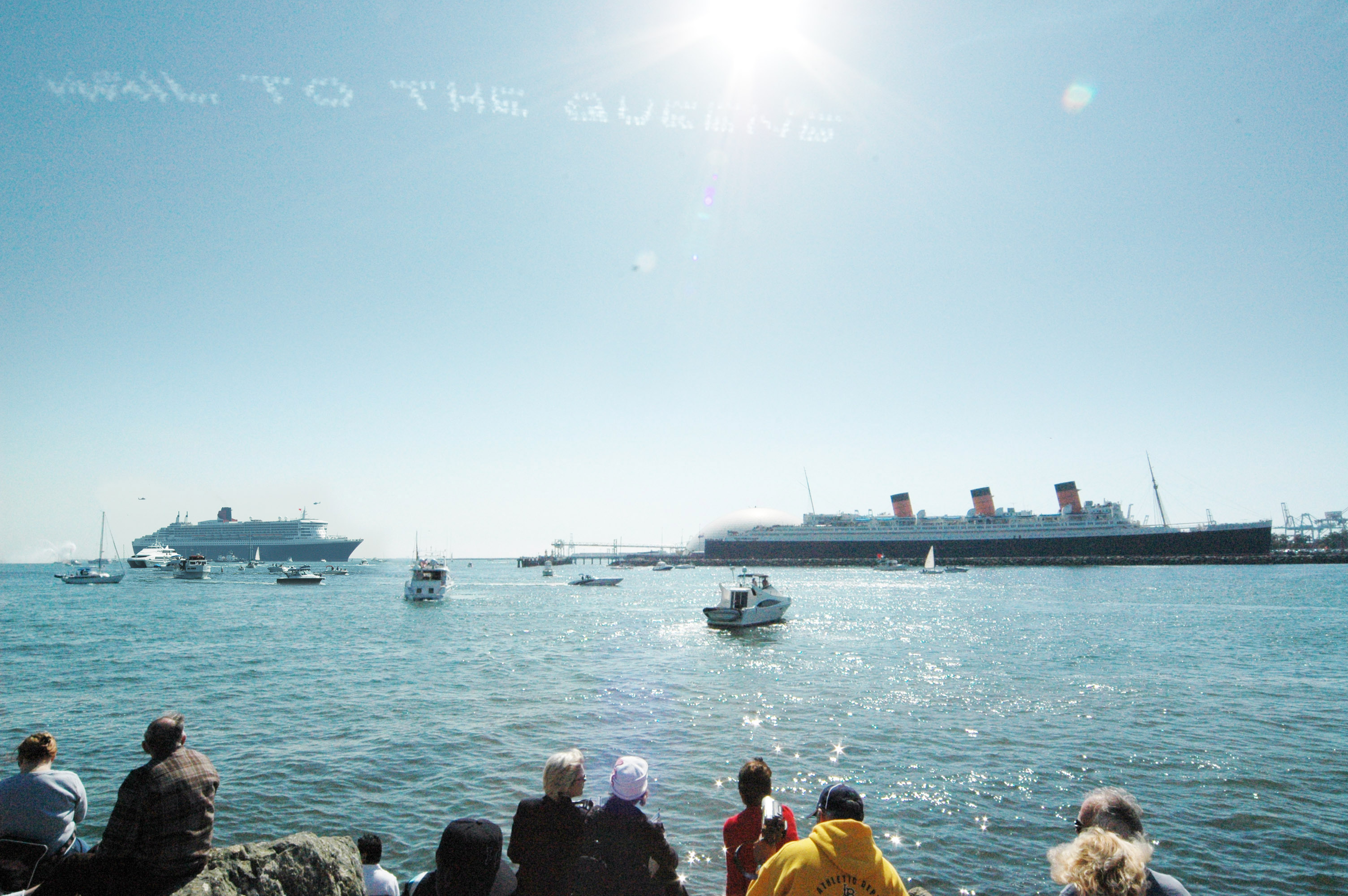
RMS Queen Mary a Queen Mary 2 v roce 2006
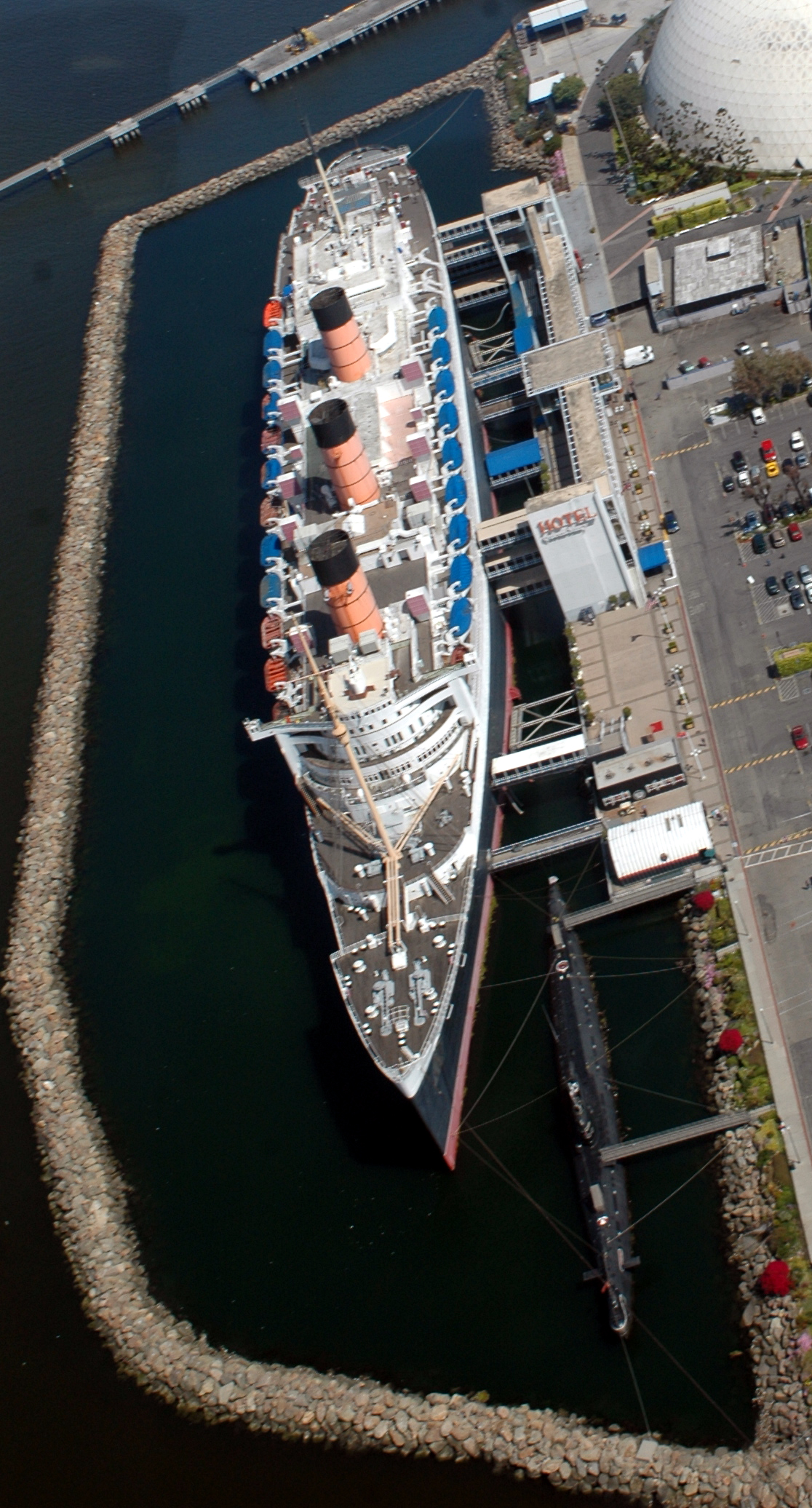
Hotel na RMS Queen Mary
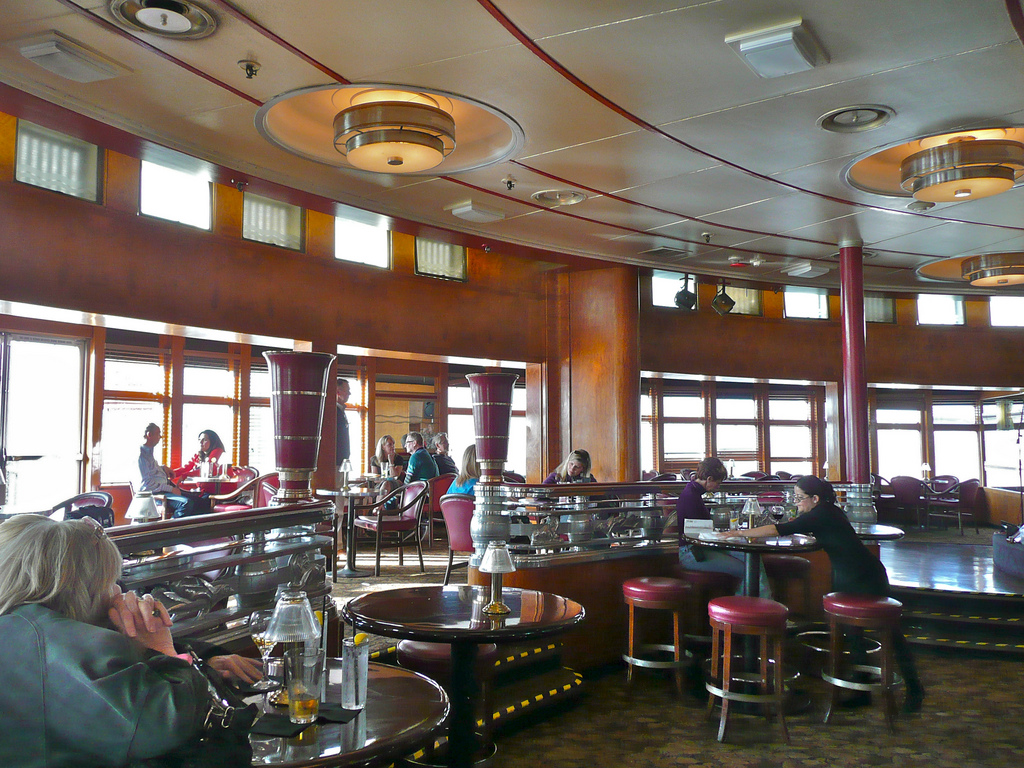
Bar v RMS Queen Mary
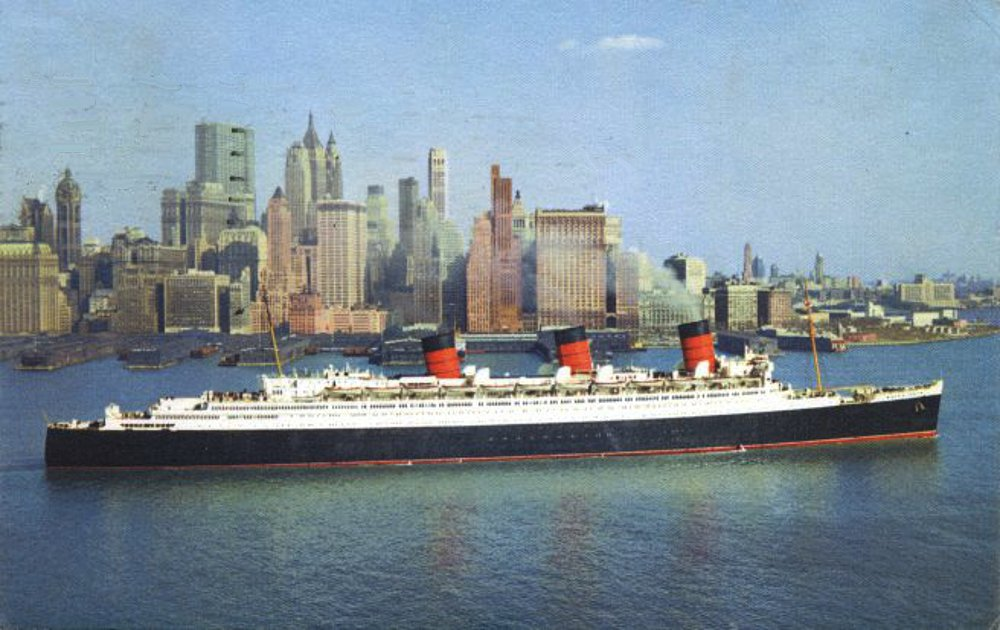
Queen Mary v New Yorku
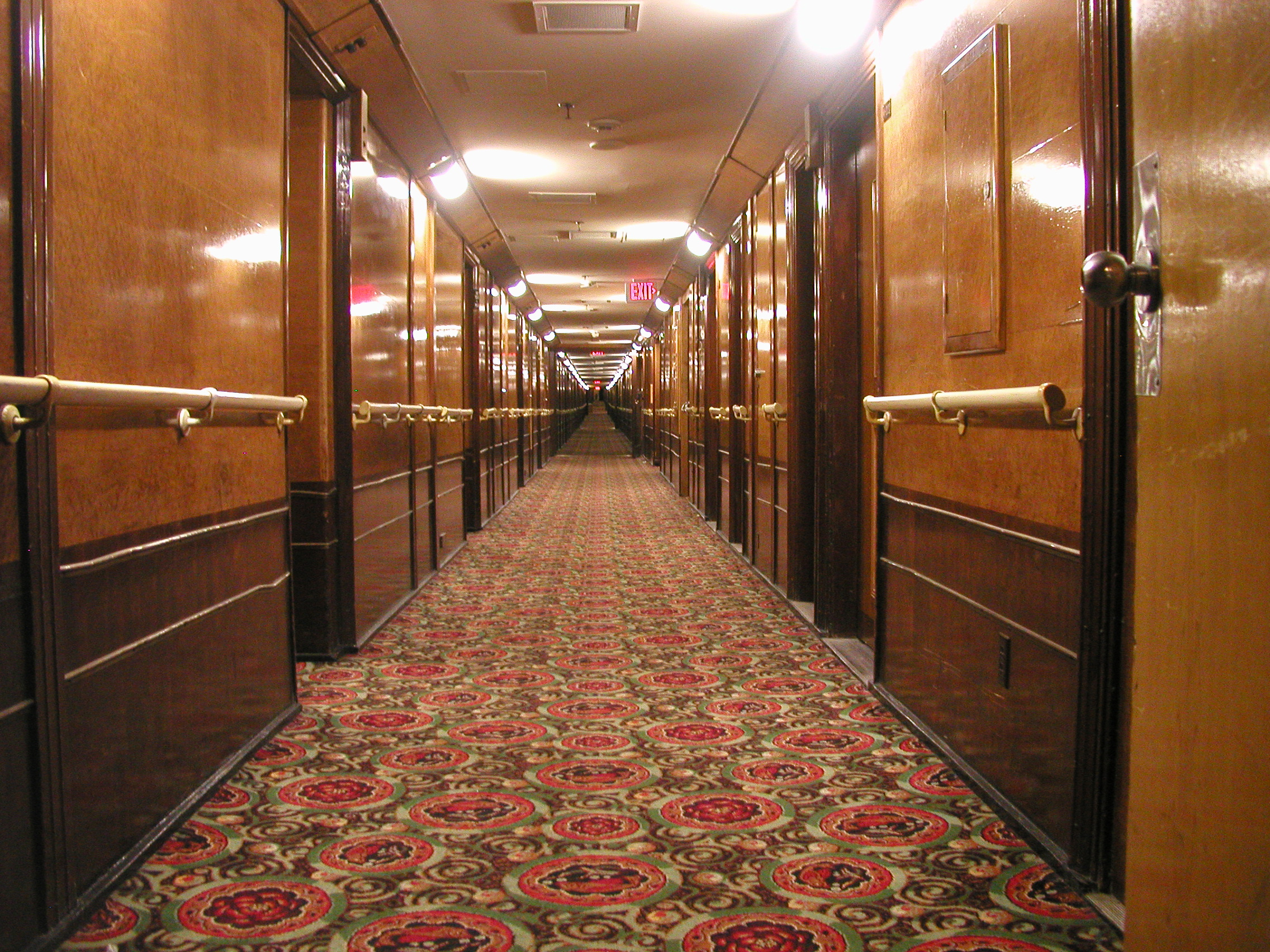
Chodba na Queen Mary
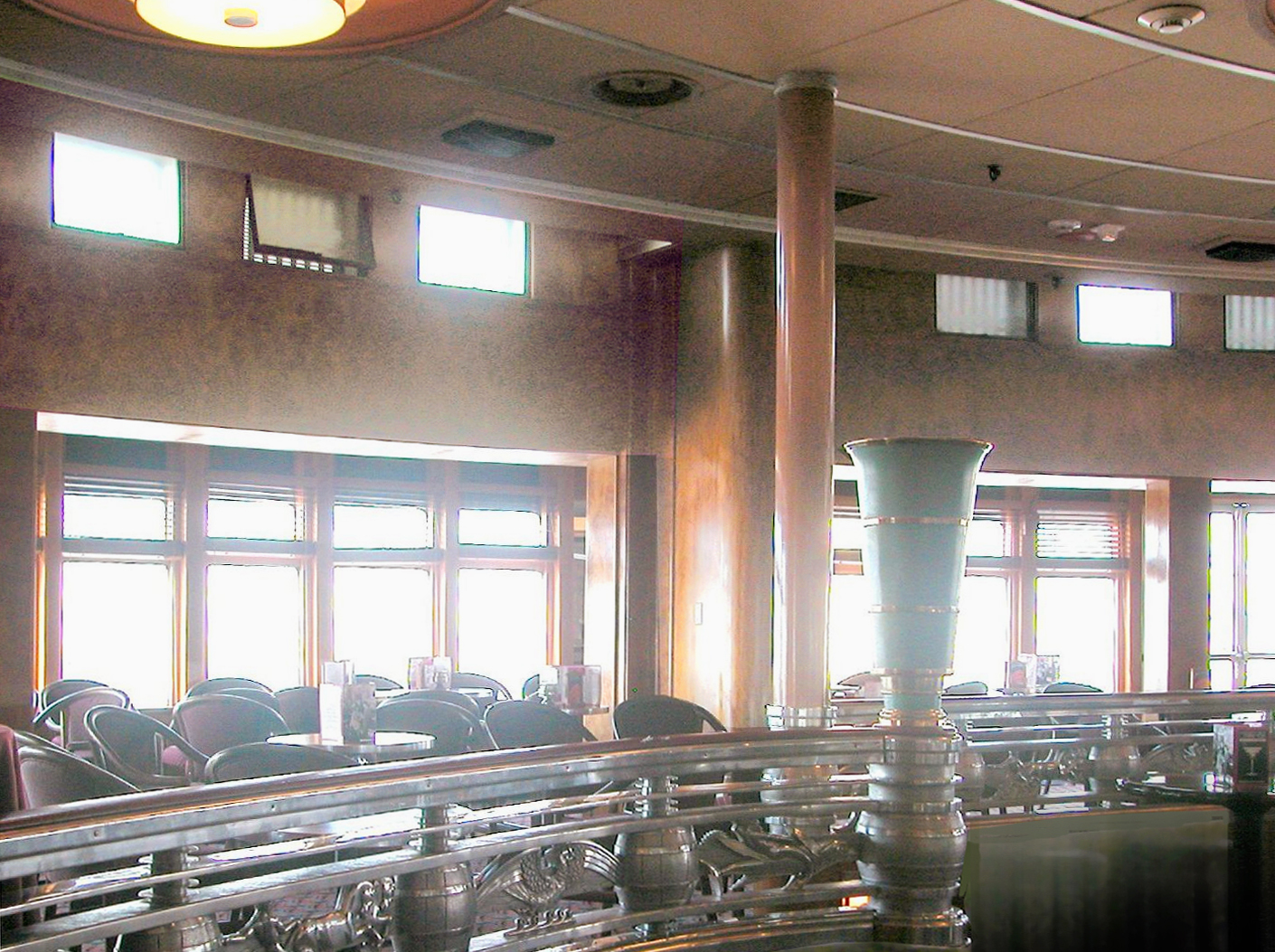
Bar na Queen Mary